# Poom (Taekwondo)
Der Poom ist der schwarze Gürtel im Taekwondo für Kinder unter 15. Er ist rot-schwarz gestreift. Das Revers vom Anzug Oberteil ist dann ebenfalls in rot und schwarz. Ab dem fünfzehnten Lebensjahr darf man dann den schwarzen Gurt, auch Dan genannt tragen.